# Championnats du monde de cyclisme sur route 1986
Navigation
Giavera del Montello 1985 Villach 1987
Les championnats du monde de cyclisme sur route 1986 ont eu lieu le 6 septembre 1986 à Colorado Springs aux États-Unis. 

## Résultats
| Épreuves :                                       | Or                                                           | Or              | Argent                                                          | Argent | Bronze                                                         | Bronze |
| Épreuves masculines                              |                                                              |                 |                                                                 |        |                                                                |        |
| Hommes - course en ligne                         | Moreno Argentin Italie                                       | 6 h 32 min 38 s | Charly Mottet France                                            | -      | Giuseppe Saronni Italie                                        | -      |
| Hommes - amateurs - course en ligne              | Uwe Ampler Allemagne de l'Est                                | -               | John Talen Pays-Bas                                             | -      | Arjan Jagl Pays-Bas                                            | -      |
| Hommes - amateurs - contre-la-montre par équipes | Pays-Bas Tom Cordes Gerrit de Vries John Talen Rob Harmeling | -               | Italie Eros Poli Massimo Podenzana Mario Scirea Flavio Vanzella | -      | Allemagne de l'Est Uwe Ampler Uwe Raab Mario Kummer Dan Radtke | -      |
| Épreuve féminine                                 |                                                              |                 |                                                                 |        |                                                                |        |
| Femmes - course en ligne                         | Jeannie Longo France                                         | -               | Janelle Parks États-Unis                                        | -      | Alla Jakovleva Union soviétique                                | -      |

## Tableau des médailles
| Rang  | Nation             | Or | Argent | Bronze | Total |
| ----- | ------------------ | -- | ------ | ------ | ----- |
| 1     | Italie             | 1  | 1      | 1      | 3     |
| 1     | Pays-Bas           | 1  | 1      | 1      | 3     |
| 3     | France             | 1  | 1      | 0      | 2     |
| 4     | Allemagne de l'Est | 1  | 0      | 1      | 2     |
| 5     | États-Unis         | 0  | 1      | 0      | 1     |
| 6     | Union soviétique   | 0  | 0      | 1      | 1     |
| Total | Total              | 4  | 4      | 4      | 12    |